# Doulek
Doulek est un canton du Cameroun située dans l'arrondissement de Meri, le département du Diamaré et la région de l’Extrême-Nord. 

## Population
Lors du recensement de 2005, on y a dénombré 10 765 personnes.